# Invincible (panserskib)
 For alternative betydninger, se Invincible. (Se også artikler, som begynder med Invincible)
Det franske panserskib Invincible var søsterskib til La Gloire, der var verdens første panserskib. Bygningen af panserskibe indledte et nyt flådekapløb mellem Frankrig og Storbritannien, og det var vigtigt for den franske marine at få et forspring i konkurrencen. Derfor blev både Invincible og det tredje skib i serien, Normandie, bygget af træ, der ikke var lagret godt nok, fordi der ikke var tid til at vente. Resultatet var, at begge skibe hurtigt begyndte at rådne, og Invincible blev kasseret allerede i 1872, efter kun ti års tjeneste. Navnet Invincible betyder uovervindelig.